# 32311 Josephineyu
32311 Josephineyu è un asteroide della fascia principale. Scoperto nel 2000, presenta un'orbita caratterizzata da un semiasse maggiore pari a 2,6090300 UA e da un'eccentricità di 0,0934978, inclinata di 0,96072° rispetto all'eclittica.